# Duganella callida
Duganella callida es una especie de  bacteria gramnegativa del género Duganella. Fue descrita en el año 2021. Su etimología hace referencia a astuta, ya que se necesitaron análisis profundos para ubicarla finalmente en este género. Es aerobia y móvil. Tiene un tamaño de 0,5 μm de ancho por 2,2 μm de largo. Forma colonias circulares, planas y con márgenes amarillos en agar R2A tras 3 días de incubación. Crece en forma individual o en pares. Temperatura de crecimiento entre 21-30 °C. Tiene un genoma de 6,56 Mpb y un contenio de G+C de 64,4%. Se ha aislado de suelo en un campo de maíz en Carolina del Norte, Estados Unidos.